# Haraguchi Tsuruko

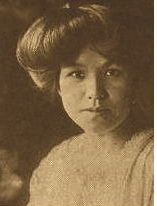
Tsuruko Haraguchi

Haraguchi Tsuruko (japanisch 原口 鶴子, wirklicher Name: Arai Tsuru 新井つる; geboren 18. Juni 1886 in Tomioka Präfektur Gunma, gestorben 26. September 1915) war eine japanische Psychologin der Taishō-Zeit und die erste japanische Frau, die einen Doktorgrad (Ph.D.) erwarb. Vor ihr hatte nur die Japanerin Kei Okami (1859–1941) in Medizin einen akademischen Abschluss erworben.

## Leben
Nachdem Haraguchi zwei Klassenstufen übersprungen hatte, schloss sie 1902 die Takasaki-Präfekturoberschule für Mädchen ab. Im darauf folgenden Jahr schrieb sie sich an der privaten Japanischen Frauenuniversität für englische Literatur ein. Zu diesem Zeitpunkt war es Frauen noch nicht erlaubt, an regulären Universitäten, an denen die Ausbildung vier Jahre dauerte, einen Abschluss zu erwerben. Der Psychologe Matsumoto Matatarō ermutigte Haraguchi ihre Ausbildung weiter voranzutreiben und so reiste sie 1906, nach ihrem Abschluss an der Frauenuniversität nach Amerika, wo sie am 20. Juli mit dem Zug von Vancouver kommend in New York ankam.
1907 schrieb sie sich an der Columbia-Universität ein, um eine Doktorarbeit in Psychologie zu schreiben. Haraguchi spezialisierte sich auf Experimentelle Psychologie und Didaktik. Sie studierte bei Edward Lee Thorndike, Robert S. Woodworth und James McKeen Cattell. 1912 schloss sie ihre Doktorarbeit über „geistige Ermüdung“ (心的疲労, Mental Fatigue) bei Thorndike ab und wurde am 6. Juni promoviert. Am gleichen Tag heiratete sie den ebenfalls in Amerika studierenden und späteren Südostasienforscher Takajirō Haraguchi (1882–1951). Die Hochzeitsreise führte sie nach England und in der Folge zurück nach Japan.
Zurück in Japan erweiterte Haraguchi ihre Doktorarbeit, übersetzte sie ins Japanische und publizierte sie unter dem Titel Shinteki sagyō oyobi hirō no kenkyū  (心的作業及び疲労の研究, etwa: „Untersuchung zu geistiger Arbeit und Ermüdung“). Sie hielt gelegentlich Vorlesungen an der Japanischen Frauenuniversität und war beteiligt an der Einrichtung des Fachbereichs für experimentelle Psychologie.
Sie hatte einen Sohn und eine Tochter, Sayuri Kuranishi. Haraguchi starb im Alter von nur 29 Jahren an Tuberkulose.
Knapp einhundert Jahre nach ihrem Tod entstanden zwei Dokumentarfilme über Haraguchis Leben und Schaffen: The Life of Tsuruko Haraguchi (2007)  und Psychologist Tsuruko Haraguchi: Memories of Her Days at Columbia University in the Early 1900s (2008) von Etsuko Izumi.

## Werke
- 1912: Arai, Tsuru: Mental fatigue. Unveröffentlichte Doktorarbeit an der Columbia-Universität, 1912.
- Galton, Francis: Hereditary Genius übersetzt von Haraguchi, Tsuruko (1916): Tensai to iden (天才と遺伝). Tokio, Verlag Waseda-Daigaku-Shuppankai. (japanisch)
- 1914: Haraguchi, Tsuruko: Shinteki sagyō oyobi hirō no kenkyū. Tokio: Verlag Hokubunkan. (japanisch)
- 1914: Haraguchi, Tsuruko: Tanoshiki omoide (楽しき思い出), Verlag Shinjūsha (neu herausgegeben 1995 von Tomoko Yamazaki unter dem Titel Ryūgaku jidai no zuihitsu (1915 留学時代の随筆, etwa: „Die Essays aus der Zeit des Auslandsaufenthalts 1915“) in der Reihe Joseiron 12 (叢書女性論12); etwa: „Schriften von Frauen“, Verlag Ōzora)

## Anmerkung
1. ↑  Nach japanischer Zählung starb sie im Alter von 30 Jahren.